# アリーゼ・コルネ
- アリス・コルネ
- アリゼ・コルネ

アリーゼ・コルネ（Alizé Cornet, 1990年1月22日 - ）は、フランス・ニース出身の女子プロテニス選手。右利き、バックハンド・ストロークは両手打ち。自己最高位はシングルス11位、ダブルス59位。これまでにWTAツアーでシングルス6勝、ダブルス3勝を挙げる。日本語では「アリス・コルネ」などの表記揺れも見られる。

## 来歴
コルネは早くから天才少女として知られ、ジュニア時代の2005年、15歳の時に主催者推薦で全仏オープンに出場した。この大会で1回戦を突破し、2回戦でフランスの先輩選手アメリ・モレスモに挑戦する。2006年にプロ入り後、年齢による出場制限を受けながらも着実にランキングを伸ばしていく（現在のルールでは、18歳になるまでは段階的な試合数制限を受ける）。

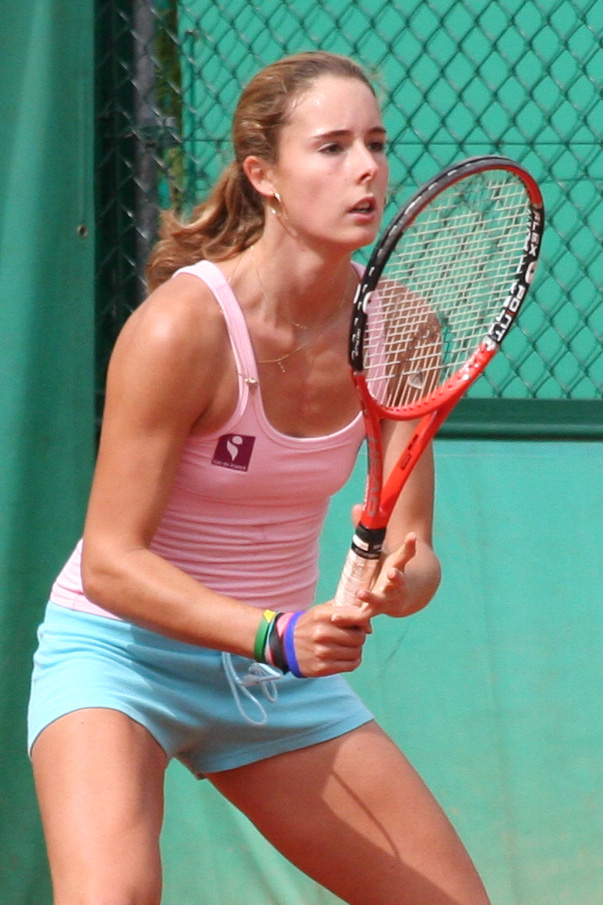
2006年全仏オープンにて

出場制限が外れた2008年、グランドスラム大会に次ぐ規模の大会群WTAティアIトーナメントのBNLイタリア国際で準優勝を遂げ、ランキングも年初の55位から20位に上昇する。2008年全仏オープンで初めて「第19シード」に選出され、3回戦で第14シードのアグニエシュカ・ラドワンスカに 4-6, 4-6 で敗れた。続く2008年ウィンブルドンは初戦敗退となったが、翌週に行われたハンガリー・ブダペスト大会でシングルス・ダブルスの2部門制覇を成し遂げ、この大会で初めてのタイトルを獲得する。シングルス決勝ではアンドレヤ・クレパーチを 7-6, 6-3 で下し、ダブルスではヤネッテ・フサロバとコンビを組んだ。
2009年全豪オープンで初の4回戦に進んだコルネは、第3シードのディナラ・サフィナに 2-6, 6-2, 5-7 で敗れた。
2012年のストラスブール国際では4年ぶりのツアー決勝に進出したがフランチェスカ・スキアボーネに 4–6, 4–6 で敗れた。バートガシュタイン大会でも決勝に進出し、ヤニナ・ウィックマイヤーを 7–5, 7–6(1) で破り4年ぶりのシングルス2勝目を挙げた。
2014年2月のドバイ・テニス選手権では準決勝で世界ランキング1位のセリーナ・ウィリアムズを 6-4, 6-4 で破る殊勲を挙げた。決勝ではビーナス・ウィリアムズに 3–6, 0–6 で敗れ姉妹撃破はならなかった。
その後2014年6月のウィンブルドン選手権では3回戦で第1シード、同大会5回の優勝を誇るセリーナ・ウィリアムズと再び対戦し、1-6, 6-3, 6-4で破る快挙を見せた。
コルネはオリンピックフランス代表として、2008年北京五輪と2012年ロンドン五輪、2016年リオ五輪の3大会に出場している。
2024年全仏オープン1回戦にて 鄭欽文と対戦し、2-6,1-6のスコアで敗退して現役引退となった。

## WTAツアー決勝進出結果

### シングルス: 13回 (6勝7敗)
| 大会グレード          | 大会グレード                 |
| 2008年以前            | 2009年以後                   |
| --------------------- | ---------------------------- |
| グランドスラム (0–0)  |                              |
| WTAファイナルズ (0–0) |                              |
| ティア I (0–1)        | プレミア・マンダトリー (0-0) |
| ティア I (0–1)        | プレミア5 (0-0)              |
| ティア II (0–0)       | プレミア (0–2)               |
| ティア III (1-1)      | インターナショナル (5-3)     |
| ティア IV ＆ V (0–0)  | インターナショナル (5-3)     |

| 結果   | No. | 決勝日        | 大会               | サーフェス    | 対戦相手                     | スコア           |
| ------ | --- | ------------- | ------------------ | ------------- | ---------------------------- | ---------------- |
| 準優勝 | 1.  | 2008年3月2日  | アカプルコ         | クレー        | フラビア・ペンネッタ         | 0–6, 6–4, 1–6    |
| 準優勝 | 2.  | 2008年5月18日 | ローマ             | クレー        | エレナ・ヤンコビッチ         | 2–6, 2–6         |
| 優勝   | 1.  | 2008年7月13日 | ブダペスト         | クレー        | アンドレヤ・クレパーチ       | 7–6(5), 6–3      |
| 準優勝 | 3.  | 2012年5月26日 | ストラスブール     | クレー        | フランチェスカ・スキアボーネ | 4–6, 4–6         |
| 優勝   | 2.  | 2012年6月17日 | バートガシュタイン | クレー        | ヤニナ・ウィックマイヤー     | 7–5, 7–6(1)      |
| 優勝   | 3.  | 2013年5月25日 | ストラスブール     | クレー        | ルーシー・ハラデツカ         | 7–6(4), 6–0      |
| 準優勝 | 4.  | 2014年2月22日 | ドバイ             | ハード        | ビーナス・ウィリアムズ       | 3–6, 0–6         |
| 優勝   | 4.  | 2014年4月13日 | カトヴィツェ       | ハード (室内) | カミラ・ジョルジ             | 7–6(3), 5–7, 7–5 |
| 準優勝 | 5.  | 2014年9月20日 | 広州               | ハード        | モニカ・ニクレスク           | 4–6, 0–6         |
| 優勝   | 5.  | 2016年1月16日 | ホバート           | ハード        | ウージニー・ブシャール       | 6–1, 6–2         |
| 準優勝 | 6.  | 2017年1月8日  | ブリスベン         | ハード        | カロリナ・プリスコバ         | 0–6, 3–6         |
| 優勝   | 6.  | 2018年7月22日 | グシュタード       | クレー        | マンディ・ミネラ             | 6–4, 7–6(6)      |
| 準優勝 | 7.  | 2019年7月21日 | ローザンヌ         | クレー        | フィオナ・フェロ             | 1–6, 6–2, 1–6    |

### ダブルス: 6回 (3勝3敗)
| 結果   | No. | 決勝日         | 大会           | サーフェス | パートナー                 | 対戦相手                                              | スコア              |
| ------ | --- | -------------- | -------------- | ---------- | -------------------------- | ----------------------------------------------------- | ------------------- |
| 優勝   | 1.  | 2008年7月13日  | ブダペスト     | クレー     | ヤネッテ・フサロバ         | イオアナ・ラルカ・オラル ヴァネッサ・ヘンケ           | 6–7(5), 6–1, [10–6] |
| 優勝   | 2.  | 2010年5月22日  | ストラスブール | クレー     | バニア・キング             | アーラ・クドゥリャフツェワ アナスタシア・ロディオノワ | 3–6, 6–4, [10–7]    |
| 準優勝 | 1.  | 2011年8月27日  | ダラス         | ハード     | ポーリーン・パルマンティエ | アルベルタ・ブリアンティ ソラナ・チルステア           | 5–7, 3–6            |
| 準優勝 | 2.  | 2014年9月20日  | 広州           | ハード     | マグダ・リネッテ           | 荘佳容 梁晨                                           | 6–2, 6–7(3), [7–10] |
| 優勝   | 3.  | 2015年10月18日 | 香港           | ハード     | ヤロスラワ・シュウェドワ   | ララ・アルアバレナ アンドレヤ・クレパーチ             | 7–5, 6–4            |
| 準優勝 | 3.  | 2017年8月6日   | スタンフォード | ハード     | アリシア・ロソルスカ       | アピゲール・スピアーズ ココ・バンダウェイ             | 2–6, 3–6            |

## 4大大会シングルス成績
略語の説明
| W | F | SF | QF | #R | RR | Q# | LQ | A | Z# | PO | G | S | B | NMS | P | NH |

W=優勝, F=準優勝, SF=ベスト4, QF=ベスト8, #R=#回戦敗退, RR=ラウンドロビン敗退, Q#=予選#回戦敗退, LQ=予選敗退, A=大会不参加, Z#=デビスカップ/BJKカップ地域ゾーン, PO=デビスカップ/BJKカッププレーオフ, G=オリンピック金メダル, S=オリンピック銀メダル, B=オリンピック銅メダル, NMS=マスターズシリーズから降格, P=開催延期, NH=開催なし.
| 大会           | 2005 | 2006 | 2007 | 2008 | 2009 | 2010 | 2011 | 2012 | 2013 | 2014 | 2015 | 2016 | 2017 | 2018 | 2019 | 2020 | 2021 | 2022 | 2023 | 2024 | 通算成績 |
| -------------- | ---- | ---- | ---- | ---- | ---- | ---- | ---- | ---- | ---- | ---- | ---- | ---- | ---- | ---- | ---- | ---- | ---- | ---- | ---- | ---- | -------- |
| 全豪オープン   | A    | 1R   | 1R   | 2R   | 4R   | 1R   | 3R   | 1R   | 2R   | 3R   | 3R   | 2R   | 2R   | 3R   | 2R   | 2R   | 2R   | QF   | 1R   | 1R   | 16–15    |
| 全仏オープン   | 2R   | 2R   | 1R   | 3R   | 2R   | 1R   | 2R   | 1R   | 3R   | 2R   | 4R   | 3R   | 4R   | 2R   | 1R   | 2R   | 1R   | 3R   | 1R   | 1R   | 18–15    |
| ウィンブルドン | A    | A    | 2R   | 1R   | 1R   | 1R   | 1R   | 2R   | 3R   | 4R   | 2R   | 3R   | 1R   | 1R   | 1R   | NH   | 2R   | 4R   | 2R   |      | 10–13    |
| 全米オープン   | A    | A    | 3R   | 3R   | 2R   | 1R   | 2R   | 2R   | 3R   | 3R   | 1R   | 1R   | 2R   | 1R   | 2R   | 4R   | 1R   | 3R   | 1R   |      | 13–13    |